# Patrick Dorgu
Patrick Chinazaekpere Dorgu (Copenhague, Dinamarca, 26 de octubre de 2004) es un futbolista danés. Juega de extremo y su equipo es el Manchester United de la Premier League. Es internacional absoluto por la selección de Dinamarca desde 2024.

## Trayectoria

### Lecce
Dorgu entró a las inferiores de la U. S. Lecce italiano en 2022, proveniente de la cantera del Football Club Nordsjælland. Debutó en el primer equipo el 13 de agosto de 2023 en la Copa Italia ante el Como 1907.

### Manchester United
El 2 de febrero de 2025 firmó por el Manchester United de la Premier League, fichaje reportado en £25 millones. Debutó en su nuevo club el 7 de febrero ante el Leicester City en la FA Cup.

## Selección nacional
Nacido en Dinamarca de padres nigerianos, fue internacional juvenil por Dinamarca.
Debutó con la selección de Dinamarca el 5 de septiembre de 2024 ante Suiza en la Liga de Naciones.

## Estadísticas
Actualizado al último partido disputado el 25 de mayo de 2025.
| Club                         | Div.          | Temporada     | Liga  | Liga  | Copas nacionales | Copas nacionales | Copas internacionales | Copas internacionales | Total | Total |
| Club                         | Div.          | Temporada     | Part. | Goles | Part.            | Goles            | Part.                 | Goles                 | Part. | Goles |
| ---------------------------- | ------------- | ------------- | ----- | ----- | ---------------- | ---------------- | --------------------- | --------------------- | ----- | ----- |
| U. S. Lecce · Italia         | 1.ª           | 2023-24       | 32    | 2     | 2                | 0                | —                     | —                     | 34    | 2     |
| U. S. Lecce · Italia         | 1.ª           | 2024-25       | 21    | 3     | 2                | 0                | —                     | —                     | 23    | 3     |
| U. S. Lecce · Italia         | Total club    | Total club    | 53    | 5     | 4                | 0                | 0                     | 0                     | 57    | 5     |
| Manchester United Inglaterra | 1.ª           | 2024-25       | 12    | 0     | 1                | 0                | 7                     | 0                     | 20    | 0     |
| Manchester United Inglaterra | Total club    | Total club    | 12    | 0     | 1                | 0                | 7                     | 0                     | 20    | 0     |
| Total carrera                | Total carrera | Total carrera | 65    | 5     | 5                | 0                | 7                     | 0                     | 77    | 5     |